# Mezquita-madrasa del Sultán Hasán
La mezquita-madrasa del Sultán Hasán (en árabe: مسجد ومدرسة السلطان حسن‎) es una imponente mezquita y madrasa de la época del sultanato mameluco de Egipto ubicada en el centro histórico de El Cairo, cerca de la Ciudadela. Su construcción comenzó en el año 1336 (757 del calendario islámico), y los trabajos concluyeron al cabo de tres años «sin que hubiera habido un solo día en que no se trabajara», aunque se finalizaron definitivamente en 1363. En el momento en que se construyó la mezquita, destacaba por su tamaño y por algunas características arquitectónicas innovadoras. Su construcción fue ordenada por An-Nasir Hasan, un sultán con un perfil poco llamativo. El historiador al-Maqrizi (1364-1442) destacó que la mezquita tenía varias «maravillas constructivas», como la forma en que incluía mediante cuatro iwanes las cuatro escuelas de pensamiento sunita: Shafi'i, Maliki, Hanafi y Hanbali.
Forma parte del conjunto arquitectónico con el Cairo histórico, declarado Patrimonio de la Humanidad por la UNESCO. Tiene el número 133 del catálogo de monumentos islámicos gestionados por el Consejo Supremo de las Antigüedades.  

## Contexto

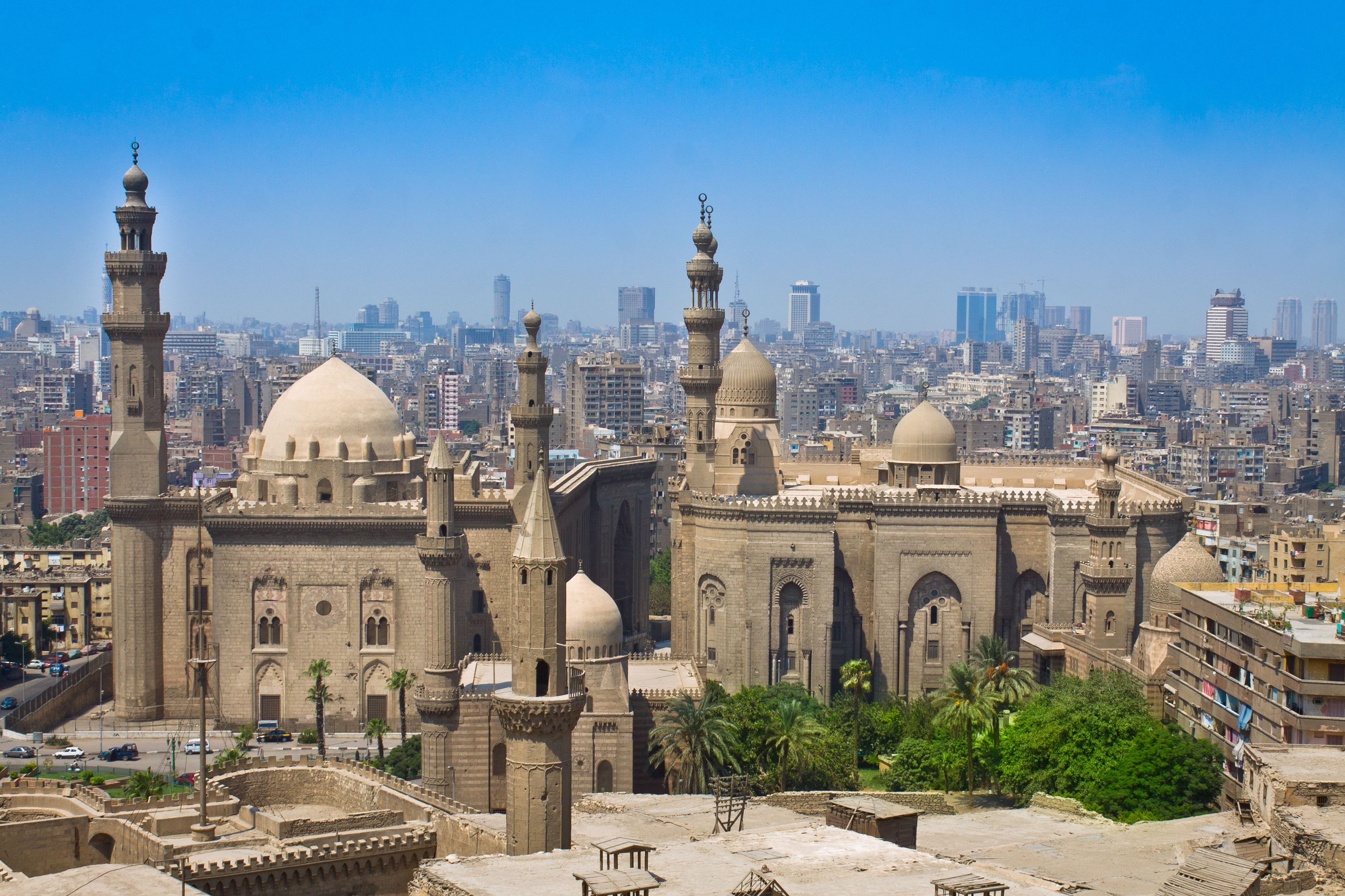
Vista desde la Ciudadela: la mezquita de Hasán es la de la izquierda; a la derecha está la más reciente mezquita de Al Rifa'i, finalizada en 1912

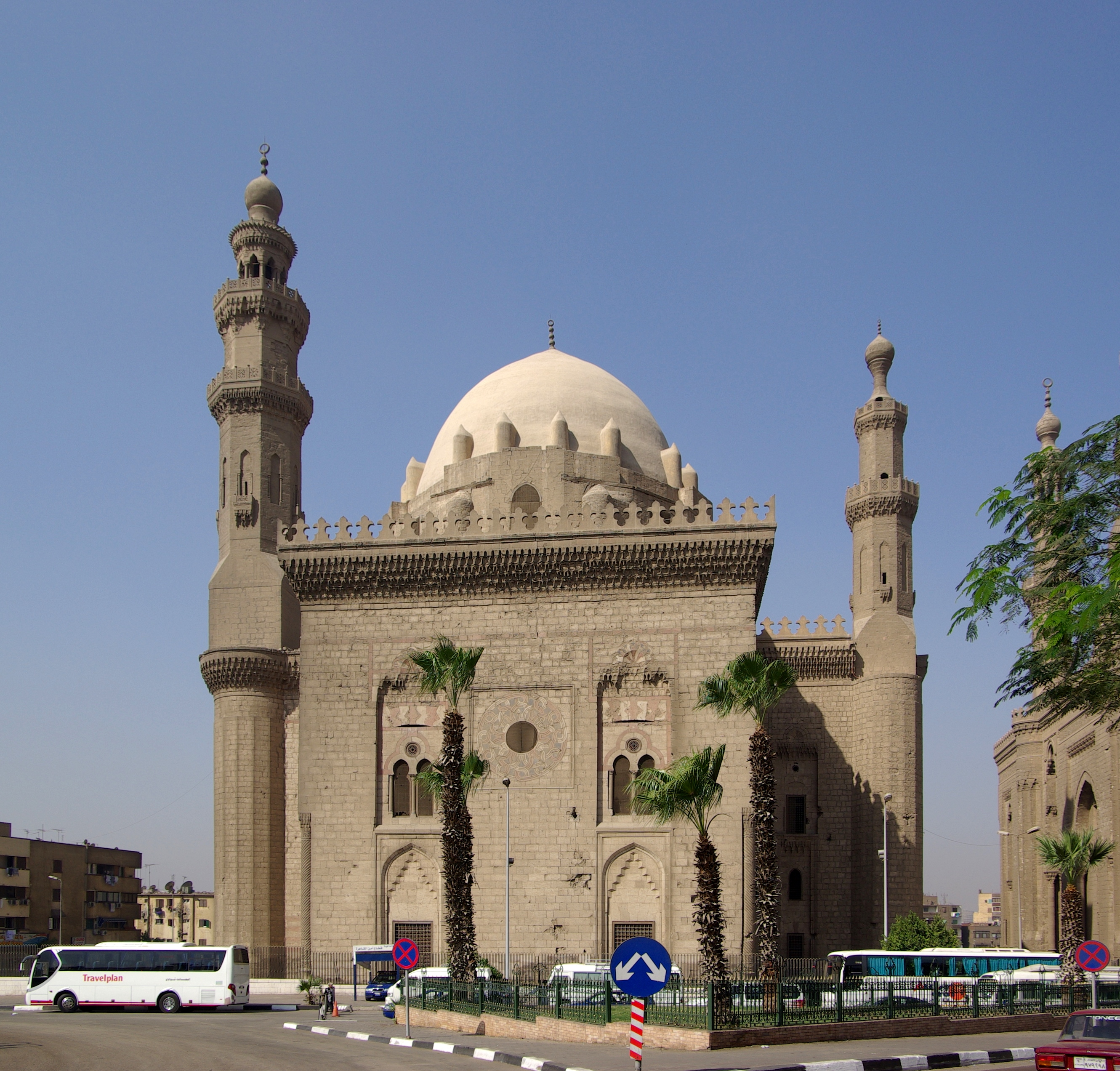
Exterior del mausoleo, entre los minaretes

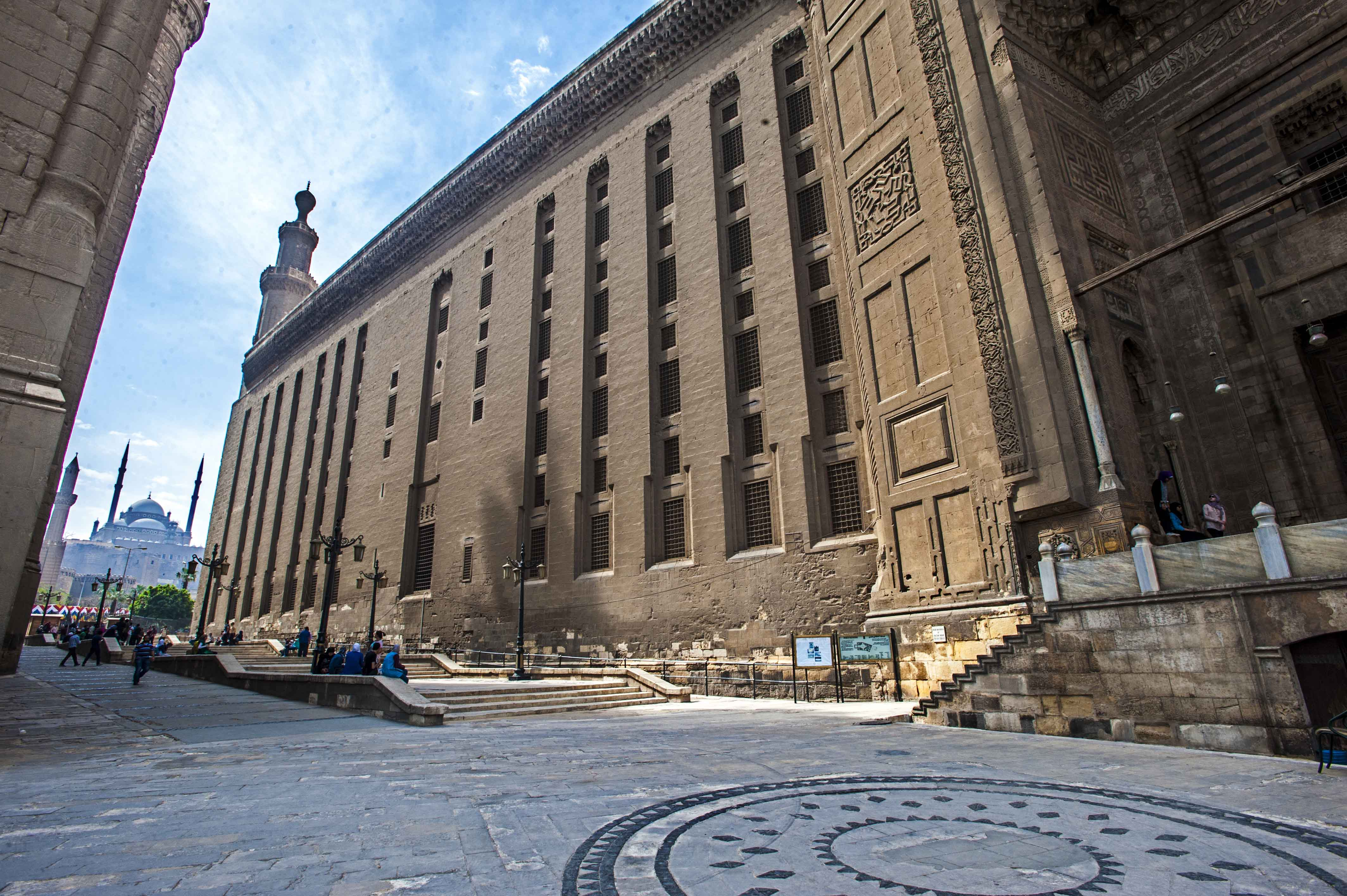
Fachada lateral

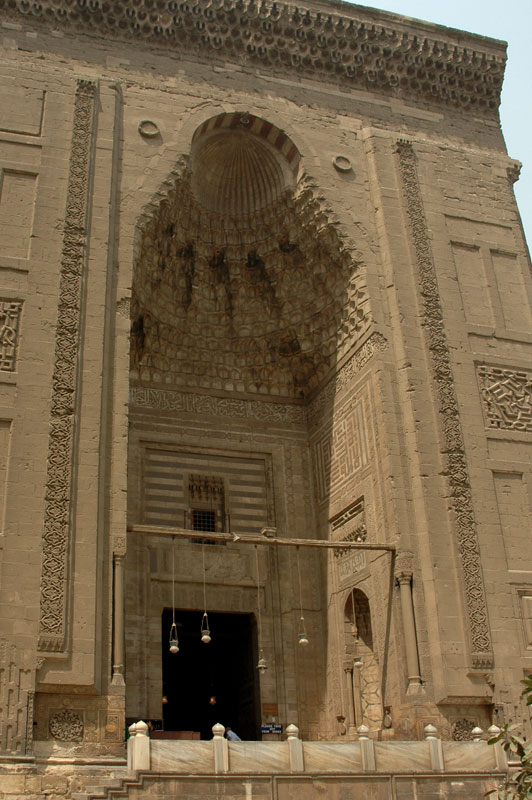
Portal principal en escorzo

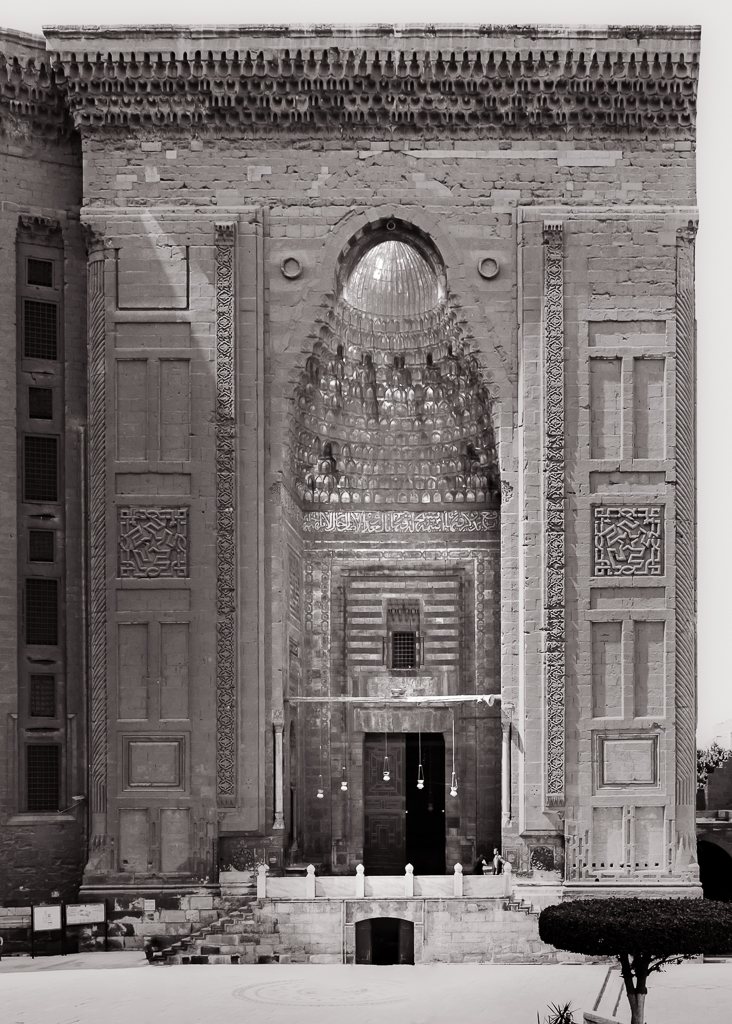
Entrada principal (2015)

La mezquita del Sultán Hasan es una de las mayores mezquitas del mundo: tiene una longitud de 150 m y ocupa una superficie de 7906 m2. Sus muros principales se elevan hasta los  36 m y su minarete más alto se eleva hasta los 68 m. Los visitantes entran en el complejo a través de un portal muy alto que en sí mismo es una obra de arte. Un pasaje oscuro y de relativamente poca altura conduce a un sahn muy luminoso, un patio abierto con una planta estándar en forma de cruz. En el centro del patio se encuentra una fuente de las abluciones que tiene una cúpula, que probablemente fue un agregado otomano. En los cuatro laterales del patio se elevan cuatro iwanes abovedados (salas para sentarse), con lámparas colgando de cadenas y bordes rojos y negros.
Cada iwán está dedicado a una de las cuatro escuelas de jurisprudencia sunita. Ubicada con mucho ingenio entre y detrás de cada iwán se encuentra una madrasa, cada una de ellas tiene un patio propio y cuatro pisos de celdas para los estudiantes y maestros. 
Este bajo perfil parece ser inconsistente con las características macizas de la mezquita, pero la grandeza de la mezquita cobra sentido en vista de las circunstancias dramáticas de la vida del sultán Hasán, que ascendió al trono a los 13 años de edad en el año 1347. Al alcanzar la madurez en 1350, mandó arrestar al emir Manjaq quien controlaba todos los asuntos de gobierno. Previo a dicho arresto, el emir solo disponía de un estipendio de solo cien dirhams por día. Este emolumento era recolectado por los sirvientes del sultán. Es especialmente llamativo considerando que por esos años se estima que el emir Shaykhu contaba con un ingreso de 200 000 dirhams por día. Se considera que esta estrechez puede haber sido el elemento disparador de su extravagancia posterior.
Al asumir el poder, el sultán Hasán colocó a gente afín a él en los puestos de mando. Ello fue a expensas de los dignatarios que ocupaban previamente esos cargos; lo cual enfadó a muchos de ellos. Los emires expresaron su descontento en 1351 apresando al sultán, al que mantuvieron encarcelado durante tres años, y pusieron a su hermano as-Salih Salih en el trono. Durante su estancia en la cárcel Hasán se dedicó a estudiar y en sus obituarios se hace referencia a ese hecho.
Finalmente regresó al poder y nuevamente realizó cambios en los niveles de gobierno en un intento por consolidarse, pero fue asesinado por el comandante en jefe de su ejército, Yalbugha al-Umari, un mameluco del que pensaba que le era leal. A causa de la extravagancia del sultán, que gastaba fortunas en mujeres y otras formas de favoritismo, el comandante se rebeló. El historiador contemporáneo sirio, Ibn Kathir, coincide en lo que respecta a la reputación de Hasán. Ibn Kathir culpa al sultán por su codicia y por la dilapidación de fondos públicos. Los gastos fastuosos coincidieron con la imponente mezquita que mandó construir. Después de su asesinato, el cuerpo del sultán Hasán fue escondido y nunca se encontró; la mezquita nunca pudo ser utilizada según su plan inicial.

## Construcción de la mezquita
Hay escasa información disponible sobre la construcción de la mezquita del Sultán Hasán. La fuente más importante son los escritos que al-Maqrizi realizó seis décadas más tarde, ya que pudo tener acceso a documentos administrativos que hoy se han extraviado. Maqrizi comenta que la construcción de la mezquita costó 30 000 dirhams por día, lo cual la convierte en la mezquita más cara del Cairo medieval. La financiación de la obra se obtuvo mediante la austeridad de Manjaq, la riqueza de Shaykhu, y la extorsión. Hasta es posible que el mismo sultán haya pensado que la mezquita era un gasto excesivo. Al-Maqrizi menciona que según expresó un eunuco habría escuchado al sultán decir «si no fuera porque el rey de Egipto seria tildado de incapaz de concluir un edificio cuya construcción ha ordenado, ya hubiera detenido la construcción de esta mezquita a causa de la gran inversión que demanda su construcción».
Una inscripción en la mezquita indica el nombre del emir Mohammed ibn Biylik, quien fue el supervisor de su construcción. Contrariamente a las prácticas usuales, su nombre fue colocado al lado del nombre del sultán Hasán en la inscripción. Este hecho demuestra cuan importante era la obra de construcción de la mezquita. Mohammed participó en la construcción de varias otras edificaciones importantes en El Cairo, incluido el Hipódromo. Es posible que la obras de la mezquita puedan haber sufrido por el efecto que la peste negra tuvo sobre la población, pero como esta era una obra de gran magnitud, la misma atrajo a artesanos de todas partes del Imperio mameluco.
Es especialmente interesante la construcción de los minaretes. Si bien el diseño indicaba la construcción de cuatro minaretes, solo se construyeron tres. Uno de ellos se desplomó y mató a más de trescientas personas. Al-Maqrizi menciona que la caída del minarete disparó las conversaciones en El Cairo y en Fustat sobre la inminente caída del estado. Al-Maqrizi también hace referencia a que un poeta escribió algunos versos como consecuencia de la caída del minarete indicando que Dios estaba presente en él. Los trascendidos y conversaciones públicas fueron en ascenso. El asesinato del sultán Hasán se produjo 33 días después de la caída del minarete. La construcción de la mezquita continuó luego  pero nunca fue completada.

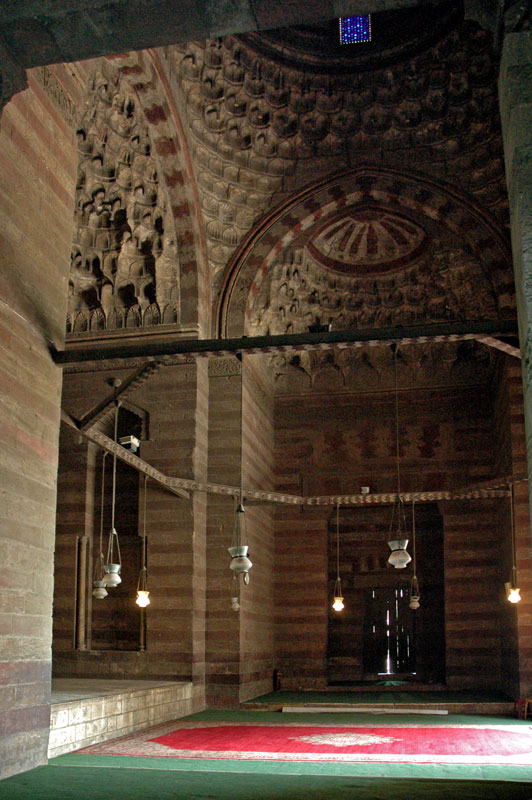
El vestíbulo
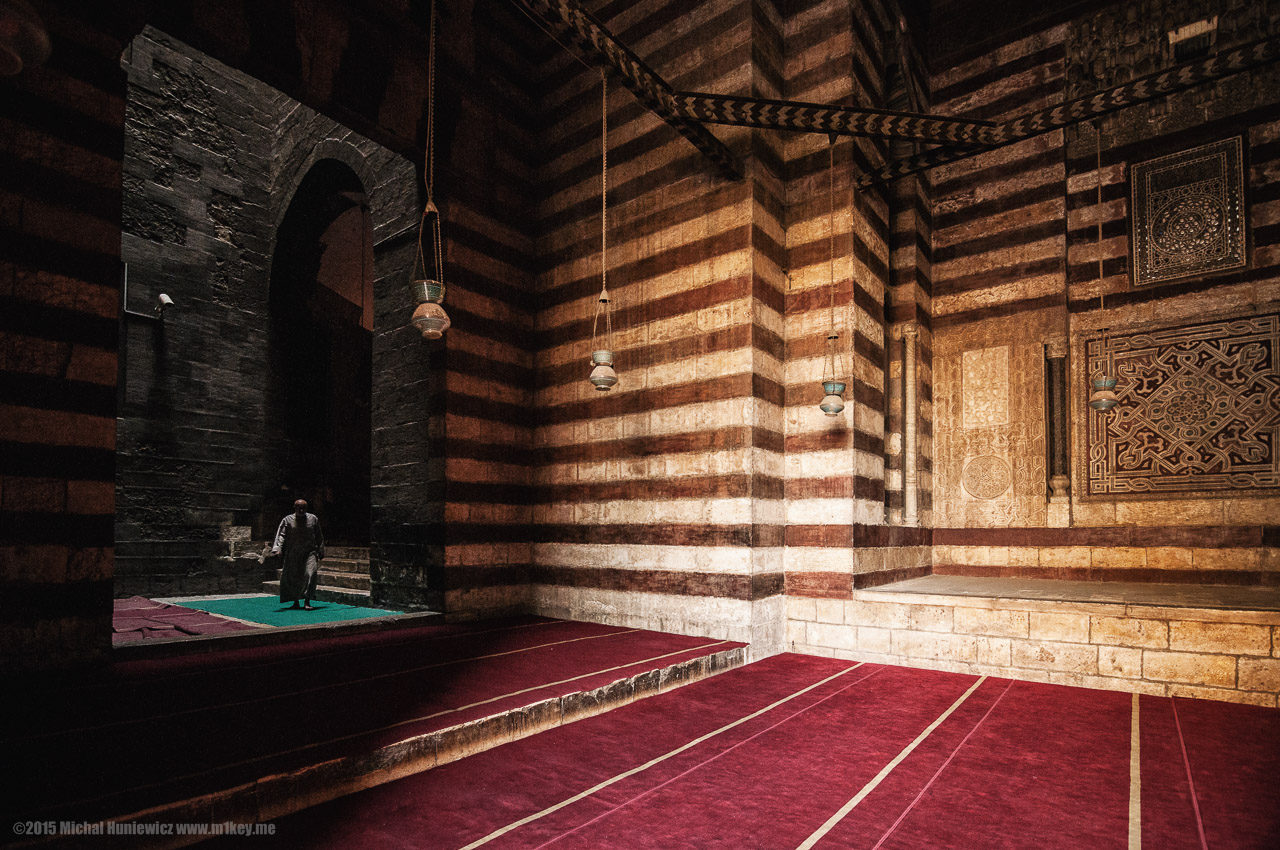
Entrada con revestimiento en ablaq
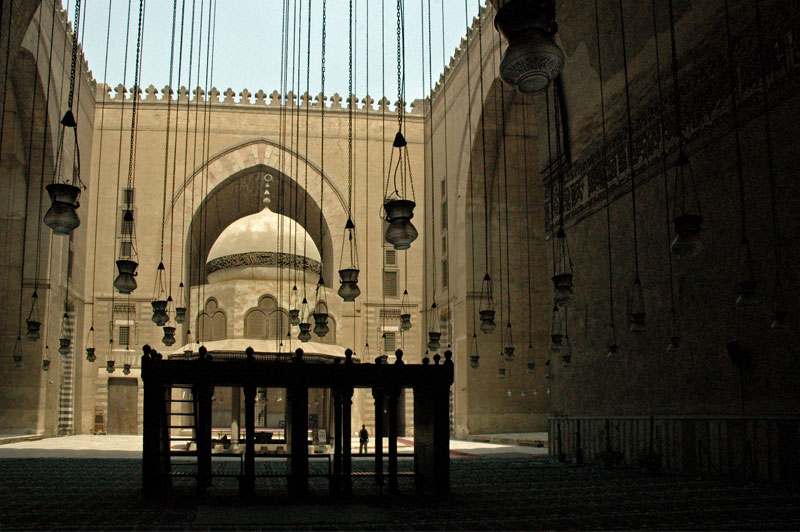
Patio principal
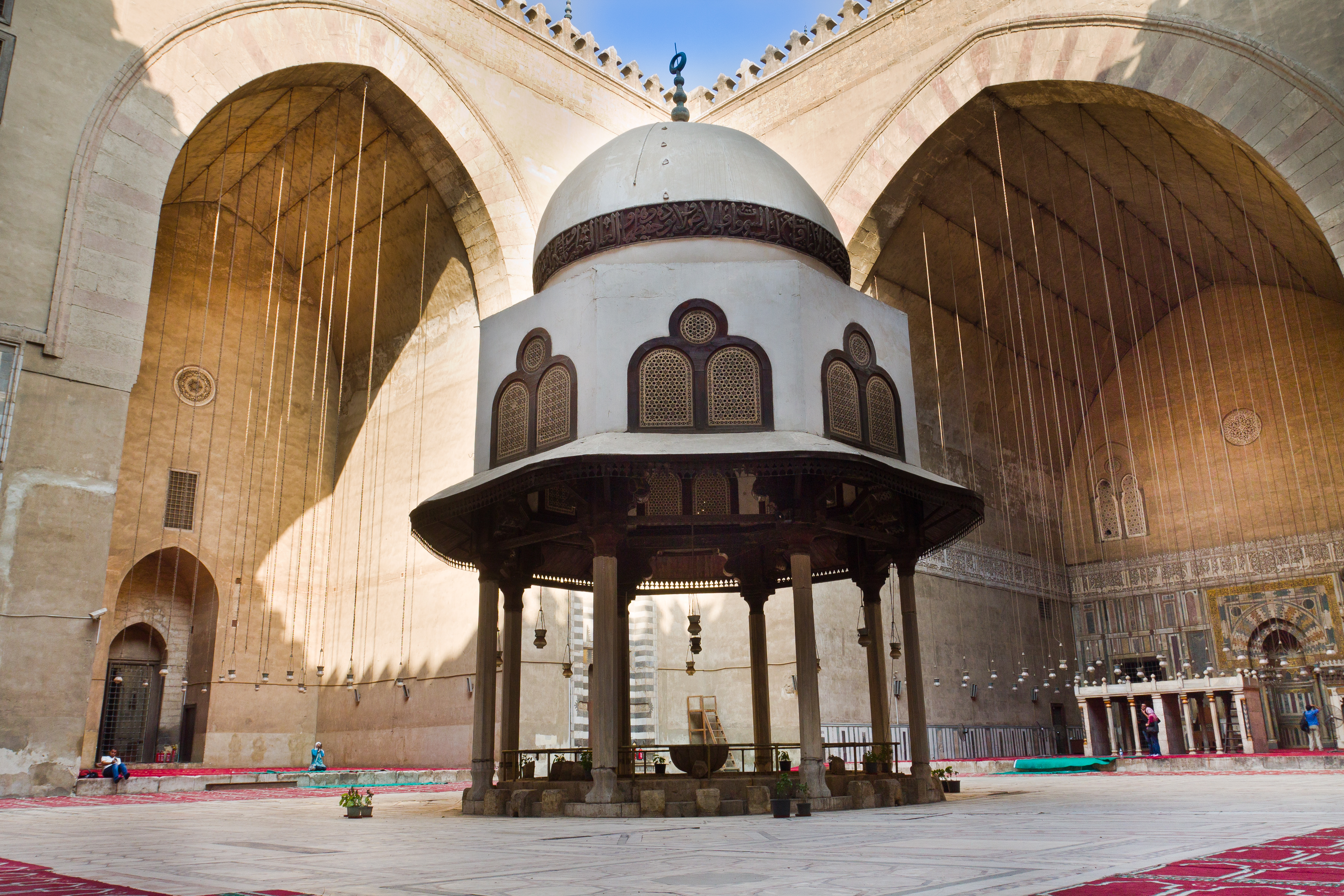
La fuente de las abluciones

## Características
La mezquita fue construida cerca de la Ciudadela, donde estaba el palacio de Yalbugha al-Yahawws. Al sultán le pareció un sitio adecuado que podía observar desde su palacio en la Ciudadela. Durante la era medieval, el espacio entre la mezquita y la Ciudadela era un área despejada. La cercanía y lo macizo del edificio de la mezquita le confirieron gran importancia estratégica. Ibn Ilyas indica que fue utilizada por los rebeldes mamelucos como fuerte desde donde atacar a la Ciudadela. Al-Maqrizi, menciona que «tan pronto como había algún tipo de descontento entre la población, varios amirs y otros ascendieron a la parte superior de la mezquita y comenzaron a bombardear la Ciudadela desde allí». Por dicha razón, el sultán Janbulat intentó demoler la mezquita, pero luego de tres días de intentar demolerla, viendo la futilidad de su esfuerzo decidió suspender la tarea. Al-Maqrizi indica que el sultán Barquq demolió las escaleras que conectan con los dos minaretes de manera de dificultar su uso en ataques a la Ciudadela.
Su solo tamaño ya sirve para distinguir la mezquita. Al-Maqrizi destaca la elevada altura del gran iwan. El mismo mide 65 codos de alto, cinco más que el de cualquier otra mezquita, como ser el Iwan de Kusraw en Al-Mada'in, Irak.
Algunas características únicas de la mezquita también deben ser notadas. Al-Maqrizi señaló que la gran cúpula no tenía parangón en Egipto, Siria, el Magreb, o Yemen.  A pesar del espesor de las paredes del mausoleo, la cúpula estaba construida de madera. La cúpula tiene forma de huevo, lo cual también era inusual. La disposición del mausoleo entre dos minaretes fue bastante novedosa. Originalmente se había planeado construir cuatro minaretes, pero nunca fueron completados. Este era un número excepcional para una mezquita. El diseño de los minaretes gemelos del portal era poco común, al igual que el tamaño gigantesco de la mezquita. La mezquita es el único ejemplo de uso de chinoiserie  en la arquitectura mameluca. La configuración de la mezquita también fue novedosa. El mausoleo fue colocado directamente detrás de la sala de oraciones. Esto podría ser considerado profano en épocas posteriores, pero no lo era en ese momento. 

Interiores de la mezquita
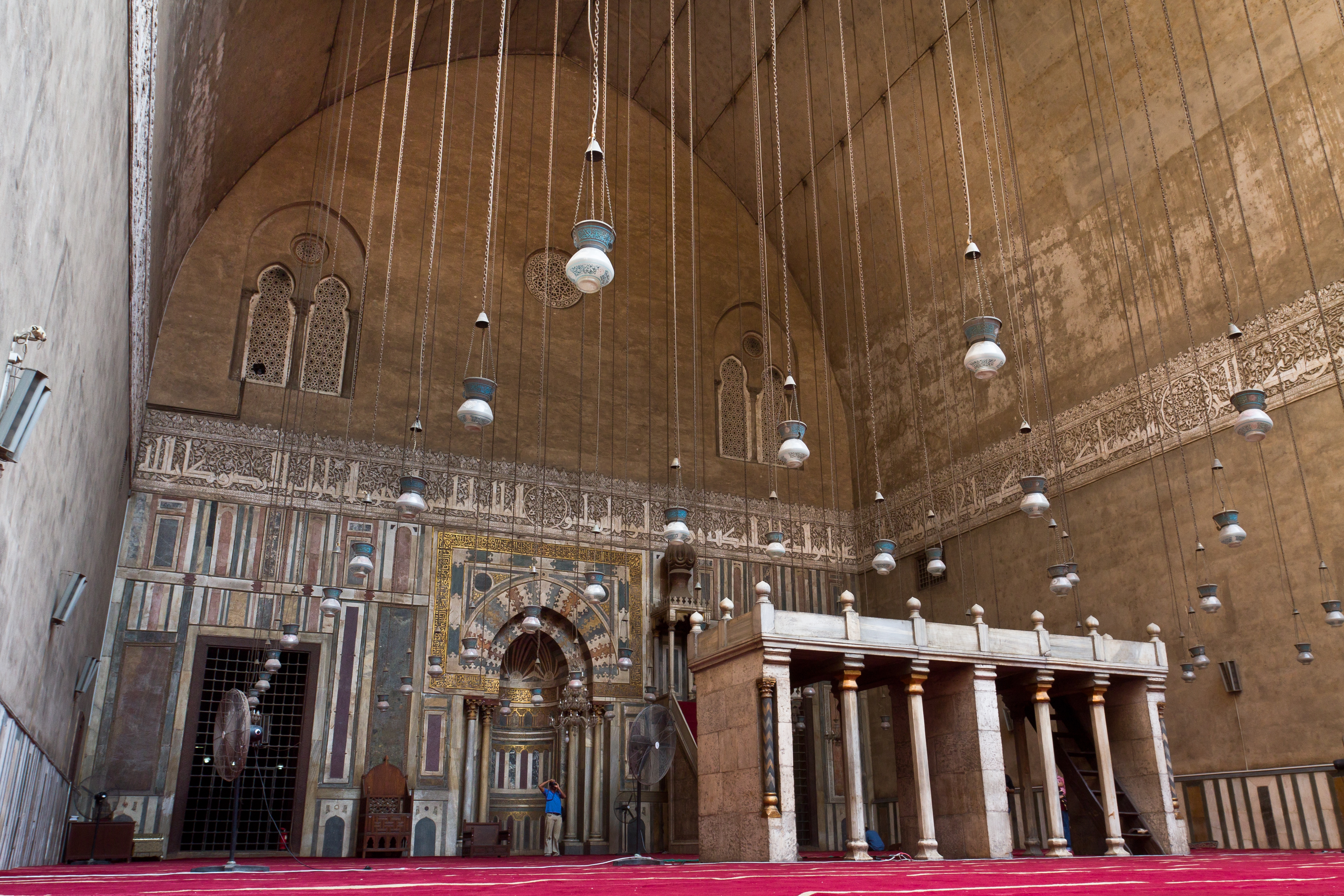
Interior de la mezquita
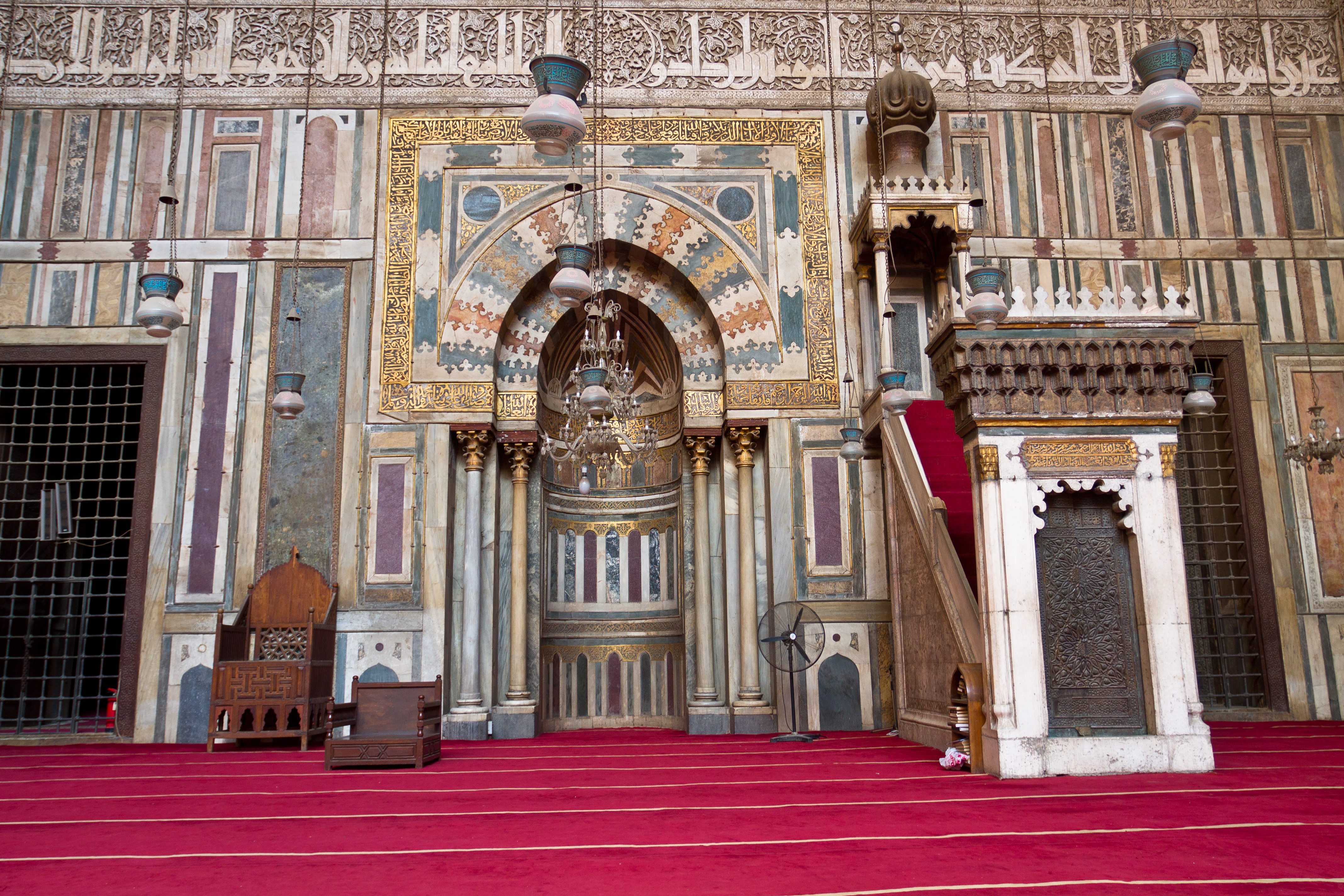
El mihrab y el minbar en el muro de la quibla
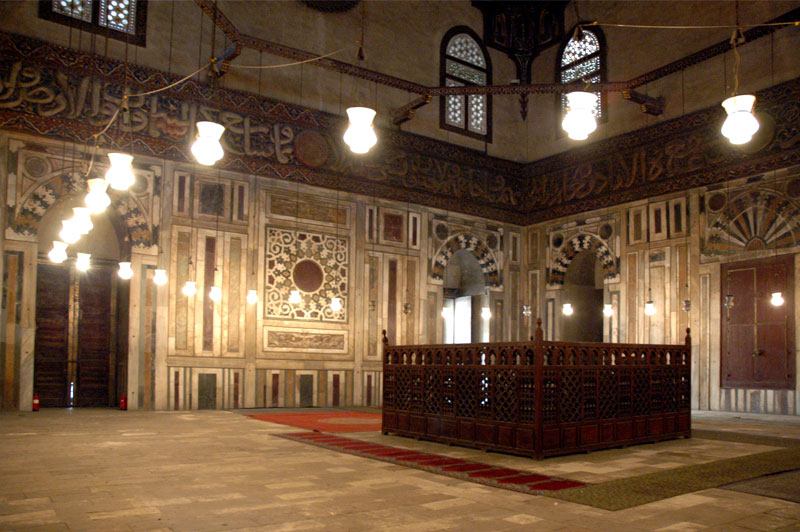
Interior del mausoleo
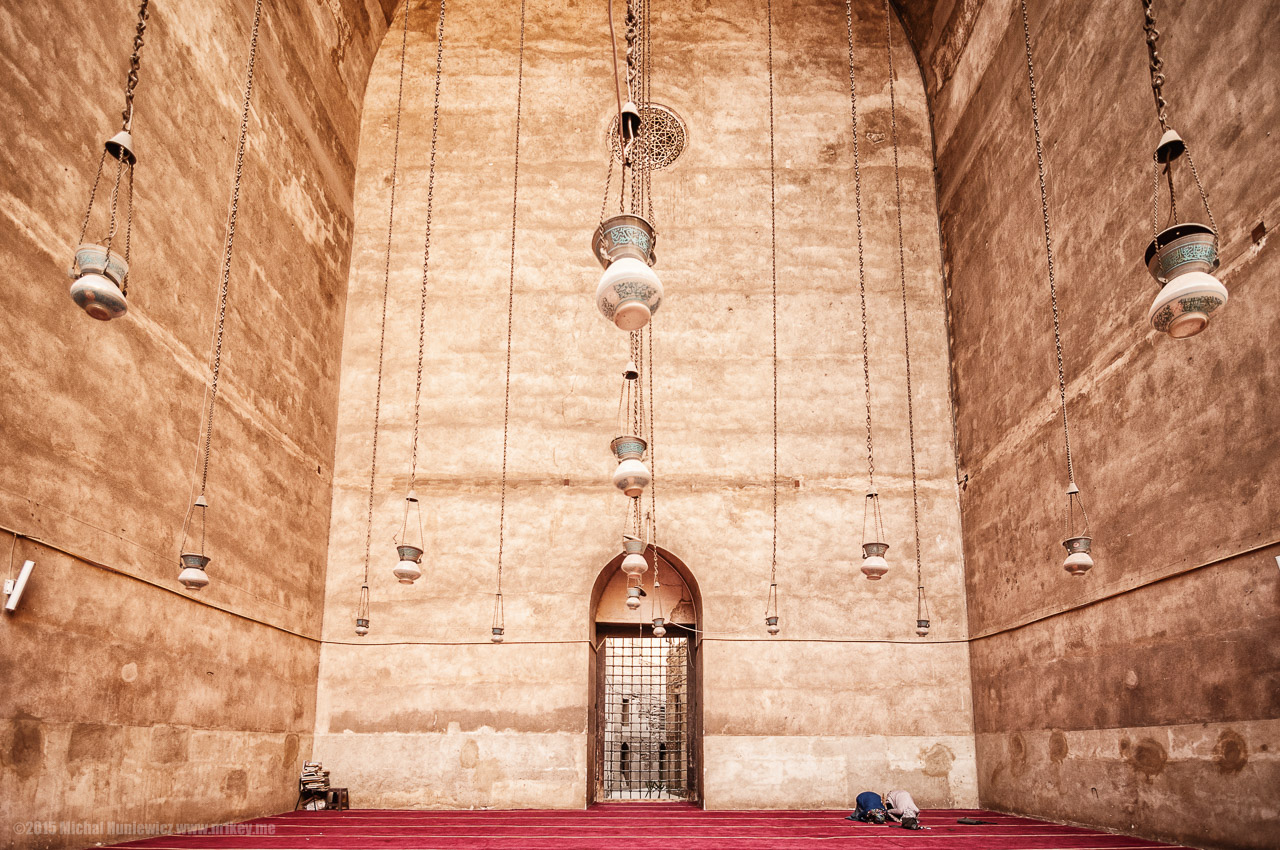
Iwan